# Panemeria fasciola
Panemeria fasciola är en fjärilsart som beskrevs av Eugen Johann Christoph Esper 1791. Panemeria fasciola ingår i släktet Panemeria och familjen nattflyn. Inga underarter finns listade i Catalogue of Life.